# زومين (حومة بم)
زومین (بالفارسية: زومین) هي قرية تقع في إيران في منطقة مركزية ريفية. يقدر عدد سكانها بـ 153 نسمة بحسب إحصاء 2016.